# Patrick Sibomana
Patrick Sibomana (Kigali, 15 ottobre 1996) è un calciatore ruandese, attaccante del Ferroviário Beira.

## Carriera

### Club
Ha giocato nella massima serie bielorussa.

### Nazionale
Nel 2012 ha esordito in nazionale.

## Statistiche

### Cronologia presenze e reti in nazionale
| Cronologia completa delle presenze e delle reti in nazionale ― Ruanda | Cronologia completa delle presenze e delle reti in nazionale ― Ruanda | Cronologia completa delle presenze e delle reti in nazionale ― Ruanda | Cronologia completa delle presenze e delle reti in nazionale ― Ruanda | Cronologia completa delle presenze e delle reti in nazionale ― Ruanda | Cronologia completa delle presenze e delle reti in nazionale ― Ruanda | Cronologia completa delle presenze e delle reti in nazionale ― Ruanda | Cronologia completa delle presenze e delle reti in nazionale ― Ruanda |
| Data                                                                  | Città                                                                 | In casa                                                               | Risultato                                                             | Ospiti                                                                | Competizione                                                          | Reti                                                                  | Note                                                                  |
| --------------------------------------------------------------------- | --------------------------------------------------------------------- | --------------------------------------------------------------------- | --------------------------------------------------------------------- | --------------------------------------------------------------------- | --------------------------------------------------------------------- | --------------------------------------------------------------------- | --------------------------------------------------------------------- |
| 5-9-2019                                                              | Victoria                                                              | Seychelles                                                            | 0 – 3                                                                 | Ruanda                                                                | Qual. Mondiali 2022                                                   | -                                                                     | 70’                                                                   |
| 14-11-2019                                                            | Maputo                                                                | Mozambico                                                             | 2 – 0                                                                 | Ruanda                                                                | Qual. Coppa d'Africa 2021                                             | -                                                                     | 74’                                                                   |
| 17-11-2019                                                            | Kigali                                                                | Ruanda                                                                | 0 – 1                                                                 | Camerun                                                               | Qual. Coppa d'Africa 2021                                             | -                                                                     | 61’                                                                   |
| Totale                                                                |                                                                       | Presenze                                                              | 17                                                                    |                                                                       | Reti                                                                  | 2                                                                     |                                                                       |